# D (jeu vidéo)
Pour les articles homonymes, voir D.
D (Dの食卓, Dī no Shokutaku) est un jeu vidéo développé par WARP et édité par Acclaim Entertainment en 1995. Ce jeu est sorti sur compatible PC et sur consoles 3DO, PlayStation et Saturn. Au Japon, une édition spéciale appelée D's Dinner: Director's Cut a été rééditée le 1er janvier 1996 pour console 3DO (celle-ci contient entre autres le disque de la bande-son originale).
Pour éviter que D ne soit un tant soit peu censuré, Kenji Eno a reconnu avoir trompé son éditeur en lui envoyant tardivement une version « correcte », puis en substituant les disques « corrects » par ceux qu'il désirait voir commercialisés.
D a inspiré deux autres titres considérés comme ses suites, Enemy Zero et D2, qui n'ont en commun que les traits et le prénom de la jeune héroïne blonde, Laura.

## Synopsis
L'action commence en 1997. Le joueur incarne Laura Harris, fille de Richter Harris, un médecin renommé qui dirige un hôpital à la périphérie de Los Angeles. Alors qu'elle se trouve à San Francisco, Laura apprend que son père a été pris de folie meurtrière et, après avoir tué de nombreuses personnes, s'est barricadé à l'intérieur de l'hôpital avec plusieurs otages. Laura se précipite sur place en espérant pouvoir calmer la situation.
Une fois à l'intérieur de l'établissement, Laura est transportée dans un château étrange. Elle explore les lieux jusqu'à retrouver son père, comprendre les raisons qui l'ont mené à cette soif de sang, et décider de leur destin à tous les deux.

## Système de jeu

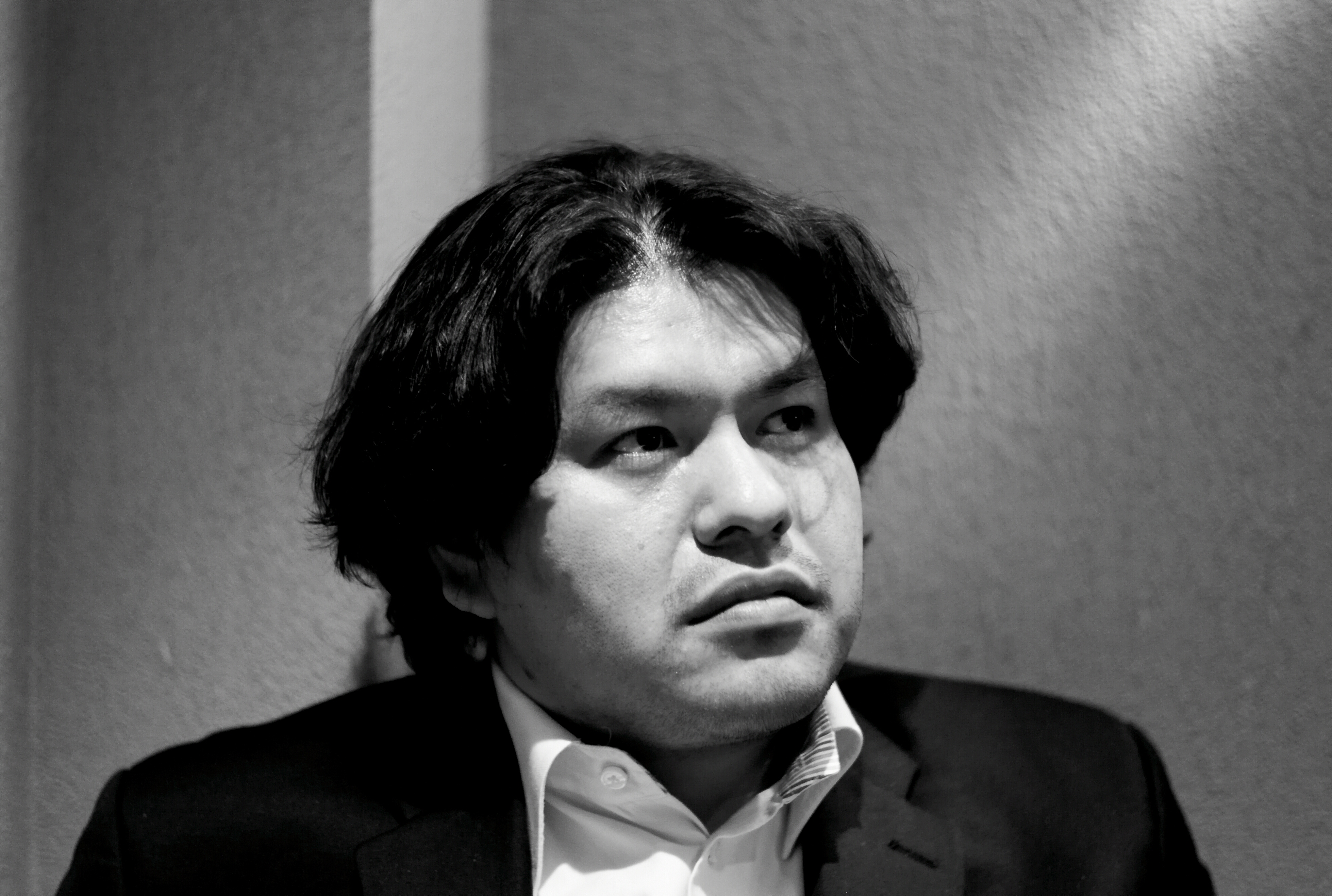
Kenji Eno, musicien et créateur de D.

Le jeu est en 3D : le joueur se comporte comme s'il voyait à travers les yeux de Laura (vue subjective) ; toutefois quelques scènes cinématiques mettent le joueur en position de spectateur, par exemple lorsque les pas de Laura résonnent froidement sur les marches en pierre d'un escalier ou quand elle manque de se faire transpercer par un mur couvert de pointes métalliques.
Le personnage se contrôle grâce aux touches de directions, l'inventaire est ouvert grâce à une touche spécifique, et les actions sont déclenchées par appui sur le bouton d'action quand le contexte s'y prête (par exemple, au clavier, il s'agit des touches fléchées, de la touche I, et de la barre d'espace). Un système d'aide intégrée permet d'obtenir jusqu'à trois indices : Laura possède un petit poudrier qui, une fois ouvert, permet de voir dans le petit miroir intérieur l'image de l'endroit où se trouve la solution de l'énigme à résoudre.
Le jeu doit se finir en moins de deux heures et ne propose pas de système de sauvegarde. L'histoire est racontée grâce à des flashbacks qui se déclenchent quand Laura découvre de petits coléoptères lumineux ; il y a plusieurs conclusions potentielles : une qui survient quand le joueur dépasse le temps imparti et deux qui ne dépendent que du choix final de Laura (« bon » ou « mauvais »).

## Accueil
À sa sortie, D est remarqué pour sa qualité graphique pour l'époque et son atmosphère. GameSpot juge ainsi le jeu comme un exemple de ce qui peut alors être réalisé grâce à la 3D et déclare que, pour peu que l'on accepte son côté macabre, D réussira à nous étonner.
En 2007, dans un bref billet pour Eurogamer, Rob Fahey dit que la trame générale, bien que comparable à celle d'autres jeux du même genre, reste intrigante et puissante.
Dans un article paru sur le site Joystiq peu de temps après le décès de Kenji Eno (2013), Richard Mitchell écrit une critique de D en comparant ses souvenirs d'enfant de 13 ans et son avis de joueur plus expérimenté ; son impression générale est que D n'est pas un très bon jeu, mais qu'il reste néanmoins plaisant, notamment grâce à son ambiance réussie, angoissante sans être terrifiante.